# José María Morelos, Papantla
José María Morelos är en ort i Mexiko.   Den ligger i kommunen Papantla och delstaten Veracruz, i den sydöstra delen av landet, 200 km nordost om huvudstaden Mexico City. José María Morelos ligger 106 meter över havet och antalet invånare är 643.
Terrängen runt José María Morelos är platt. Runt José María Morelos är det ganska glesbefolkat, med 39 invånare per kvadratkilometer. Närmaste större samhälle är Papantla de Olarte, 16,9 km nordost om José María Morelos. Omgivningarna runt José María Morelos är en mosaik av jordbruksmark och naturlig växtlighet.